# Эмилия Скавра
Эми́лия Ска́вра (лат. Aemilia Scaura; умерла в 82 до н. э.) — древнеримская матрона, вторая жена Гнея Помпея Великого.
Отец — Марк Эмилий Скавр, консул 115 года до н. э., умер около 89–88 годов до н. э. Мать — Цецилия Метелла Далматика — после смерти Скавра вышла замуж за Луция Корнелия Суллу.
К 82 году до н. э. Эмилия вышла замуж за Мания Ацилия Глабриона и ждала от него ребёнка. Несмотря на это, её отчим Сулла приказал ей развестись с Глабрионом и выйти замуж за своего сторонника Помпея (инициатором устройства личной жизни Помпея выступила, вероятно, Цецилия Метелла Далматика). Помпею же Сулла приказал развестись с его женой Антистией. В конце концов, Эмилия и Помпей поженились, однако вскоре Эмилия умерла во время родов вместе с новорождённым сыном.